# 行政情報システム研究所
一般社団法人 行政情報システム研究所（ぎょうせいじょうほうしすてむけんきゅうじょ 略称AIS）は、行政機関や企業と協力して、行政の情報化やデジタル・ガバメントの推進に取り組んでいる東京都千代田区の一般社団法人。
1965年に設立以来、行政の情報化やデジタル・ガバメントの実現に向けて、各種事業を展開している。［1］［2］

## 沿革
- 1965年　社団法人行政事務機械化研究協会が設立され、機関誌「行政＆ADP」を創刊
- 1970年　団体名を「行政情報システム研究所」に改称
- 1993年　「行政の情報化推進に関する提言」を公表
- 1994年　提言「電子政府の実現を目指して」を公表
- 1997年　霞が関WANの運用（運用上の質問・問い合わせへの対応含む）を開始
- 2001年　電子政府の総合窓口システム（e-Gov）の監理と運用を開始
- 2002年　政府認証基盤（GPKI）ブリッジ認証局の監理と運用、霞が関WANと総合行政ネットワーク（LGWAN）の相互接続運用を開始
- 2007年　創立時から発行していた機関誌「行政＆ADP」の名称を「行政＆情報システム」に変更
- 2013年　霞が関WANの運用が終了し、それに伴い政府共通ネットワークの運用を開始し、一般社団法人に移行

## 事業
- 同研究所の事業は大きく調査研究事業、普及啓発事業、及びシステム関係事業の3事業で構成されている。

### 調査研究事業
- 行政の業務・サービスの改革や行政情報システムの利用の推進、高度化に資する調査研究を実施し、その成果を広く公開している。

#### 調査研究
- 行政情報化に関わる技術や方法論について、以下の領域をはじめとする様々な調査研究を行っている。
  - テクノロジー：新たな技術の活用方針の検討
  - ITガバナンス：ITガバナンス体制の国際比較
  - ITマネジメント：ITマネジメント手法の紹介

#### 2008年から2018年までの主要調査研究テーマ
- 2008年 高齢化社会における電子政府の役割に関する調査研究
- 2008年 EUにおける電子政府の課題に関する調査研究
- 2008年 政府情報システムのシステム刷新に関する調査研究
- 2009年 行政機関におけるITを活用したホワイトカラーの生産性向上に関する調査研究
- 2009年 英国政府における電子政府支援機能に関する調査研究
- 2010年 IT投資管理に係る定性的な評価の定量化に関する調査研究
- 2010年 行政情報システムのベネフィットマネジメント（実益具現マネジメント）に関する調査研究
- 2011年 ポストNPM（民間の経営理念及び手法の導入）時代の電子政府政策に関する調査研究
- 2011年〜2012年 政府情報システムにおけるIT投資管理の実現に向けた調査研究
- 2012年 情報システム部門の組織成熟度モデルに関する調査研究
- 2013年 米国電子政府政策の便益（ベネフィット）評価報告に関する調査研究
- 2014年 行政分野におけるセンサー技術活用の現状と今後に関する調査研究
- 2014年 欧州主要国の電子政府推進実態の調査研究
- 2015年 人工知能技術の行政における活用に関する調査研究
- 2015年 行政へのデータマネジメント概念の普及に関する調査研究
- 2016年 行政におけるデータマネジメント実践に関する調査研究
- 2017年 行政におけるサービスデザイン推進に関する調査研究
- 2018年 行政におけるデザイン思考の推進に向けた人材育成に関する調査研究
- 2018年 ブロックチェーン技術が行政に与える影響に関する調査研究

### 受託事業
- 国や自治体を含む公的機関、団体等からの依頼に基づき、行政の業務・サービスの改革、行政情報システムの整備、利活用等の広範なテーマについて調査研究を行っている。

#### 2004年から2018年までの主要受託調査研究テーマ等
- 2004年 行政ICT利用状況基本調査（準備調査）
- 2004年 行政の固有業務に伴う知的活動に対する電子政府による支援機能基礎調査
- 2011年 業務最適化のための業務モデリングに関する調査研究
- 2012年 各国・各企業等のEA（Enterprise Architecture）を設計・活用した事例に関する調査研究
- 2013年 政府系Webサイトのオープンな利用環境整備等に向けた調査
- 2017年 官民データ活用シナリオ創発プラットフォーム事業
- 2018年 基礎自治体におけるAI・RPA活用に関する調査研究

### 普及啓発事業
- 行政情報化、デジタル・ガバメントを専門に扱う機関誌『行政&情報システム』の発行や、デジタル・ガバメントの推進を目的としたセミナーやシンポジウム等の開催、ウェブサイトによる情報発信を行っている。
- 機関誌は、国の行政機関や公共団体、企業や大学などで利用されている。

#### 機関誌『行政＆情報システム』の発行
- 行政情報化、デジタル・ガバメントに関する国内外の政策や具体の取組、技術動向を解説する記事を収録した機関誌『行政&情報システム』を隔月で発行しており、主に国の行政機関や公共団体、企業や大学で利用に供されている。

#### セミナー・シンポジウムの開催
- 我が国におけるデジタル・ガバメントの推進に資することを目的として、有識者による講演とパネルディスカッションを交えたセミナー、シンポジウムを開催している。

#### 開催実績
- 2005年〜2008年　地方自治情報化推進フェア［共催］
- 2005年〜2010年　電子政府オンライン申請体験フェア
- 2007年〜 仮想政府セミナー（東京大学との共催）
- 2010年〜　CIO補佐官講座
- 2013年　電子行政シンポジウム
- 2016年〜　デジタル・ガバメント講座
- 2018年　デンマーク大使館共催社会システムデザインシンポジウム

### システム関連事業
- 政府のITインフラの中核的な基盤システムの監理・運用業務を提供している。

#### 政府認証基盤（GPKI：Government Public Key Infrastructure）の運用
政府認証基盤とは、総務省が整備・運用している認証基盤であり、国民等から行政機関への申請・届出等や行政機関から国民等への結果通知等をインターネット経由で行う際に用いられる電子証明書の発行や、真正性の確認を行っている。行政情報システム研究所が監理・運用を行っている。

#### 政府共通ネットワークの運用
政府共通ネットワークとは、総務省が整備・運用している政府専用のネットワーク基盤であり、全府省、独立行政法人、国会、日本銀行等に加えて、府省共通システム及び総合行政ネットワーク（LGWAN）を相互に接続している。行政情報システム研究所が監理・運用を行っている。

## 在籍した人物
現職／元職、常勤／非常勤問わず在籍した者を五十音順で記載した。括弧内は在籍当時の代表的な役職、ハイフン以降はその他の代表的な役職を示す。
- 田中順一（理事長） - 総務省総務審議官（行政制度担当）
- 坂野泰治（理事長） - 社会保険庁長官
- 松岡清志（主任研究員） - 静岡県立大学経営情報学部講師